# Picea aurantiaca
Picea aurantiaca (лат.) — вид хвойных деревьев из рода елей (Picea), эндемик Китая, тесно связан с видом ель шероховатая (Picea asperata) и иногда может рассматриваться как его разновидность Picea asperata var. aurantiaca (Mast.) Boom, 1978.

## Распространение
Распространено на территории Китая, встречается на юго-востоке Цинхай (северо-восток от озера Кукунор), в Ганьсу, Сычуань, Нинся (Хэланьшань) и юго-западе Шэньси.
Произрастает на крутых горных склонах на опушках леса. Растёт в холодном субальпийском климате на максимальных высотах от 2600 до 3800 метров над уровнем моря, изредка достигая 4000. Растёт в холодном климате, при переменном количестве осадков от высоких на юго-востоке до более низких 500—700 мм на северо-западе своего ареала. Предел морозостойкости от −23,2 ° C до −17,8 ° C.
Предпочитает селиться на известковых почвах. Встречается в смешанных лесах рядом с Picea likiangensis var. rubescens, Abies squamata, Larix potaninii и c берёзой.

## Ботаническое описание
Деревья до 45 м высотой и толщиной ствола до 100 см. Кора серо-коричневая, бороздчатая, отслаивается неправильными, чешуйчатыми пластинками. Ветви коричневато-желтые или красновато-коричневые, буреющие или коричневато-серые. Иглы хвои, направлены вверх или восходящие, посаженные на верхней стороне ветвей, слегка сероватого цвета, немного изогнутые, четырёхугольные в поперечном сечении (10—20 × 1—2 мм), 4—8 устьиц на верхней и нижней поверхностях, вершина острая. Семенные шишки зелёные, созревая становятся бледно-коричневыми или красновато-коричневыми, формы цилиндрической, размером 5—16 × 2,5—3,5 см. Чешуйки яйцевидной формы 2 × 1,5 см. Семена яйцевидные, размером около 4 мм, с крылом 11 мм. Опыление проходит с апреля по май, созревание семян наступает в сентябре-октябре.

## Таксономия
Picea aurantiaca Mast. Journal of the Linnean Society. Botany. 37(262): 420. Архивная копия от 12 февраля 2019 на Wayback Machine 1906
Разновидности
Выделяют четыре разновидности, дифференцируя их по форме семенных чешуек, длине и толщине игл хвои.